# 푸딩
푸딩(Pudding)은 주요 식사 후 제공되는 후식이거나 주요 식사의 일부로 제공되는 세이보리 (짭짤하거나 달고 매운) 요리에 포함되는 음식의 한 종류이다.
미국에서는 푸딩이 달콤하고 우유를 기반으로 한 후식을 의미하는데, 이는 계란을 기반으로 한 커스터드, 인스턴트 커스터드, 무스와 유사한 농도를 가지며, 종종 옥수수 녹말, 젤라틴 또는 유사한 응고제를 사용하여 상업적으로 굳힌다. 푸딩이라는 용어가 원래 주로 세이보리 요리를 묘사하는 데 사용되었던 것에서 현대 미국에서 디저트를 의미하게 된 것은, 특히 소시지와 유사한 방식으로 만들어진 요리, 즉 고기와 기타 재료를 주로 액체 형태로 용기에 넣어 찌거나 삶아 내용물을 굳히는 방식을 의미하는 데서 진화했다.
영국, 아일랜드 및 일부 영연방 국가에서는 푸딩이라는 단어가 달콤하고 세이보리한 요리를 모두 가리키는 데 사용된다. 세이보리 푸딩에는 요크셔 푸딩, 블랙 푸딩, 두태기름 푸딩, 스테이크 앤 키드니 푸딩이 포함된다. 달콤한 푸딩에는 브레드 푸딩, 스티키 토피 푸딩, 라이스 푸딩이 포함된다. 그러나 달리 명시되지 않는 한 푸딩은 일반적으로 후식을 의미하며, 영국에서는 푸딩이 후식의 동의어로 사용된다. 후식용 푸딩은 삶거나 찐 푸딩, 구운 푸딩, 브레드 푸딩, 반죽 푸딩, 우유 푸딩 또는 심지어 젤리일 수도 있다.
일부 영연방 국가에서는 이러한 푸딩이 계란으로 걸쭉하게 만든 경우 커스터드 (또는 커드)로, 녹말로 걸쭉하게 만든 경우 블랑망제로, 젤라틴을 기반으로 한 경우 젤리로 알려져 있다. 또한 브레드 푸딩이나 라이스 푸딩과 같은 다른 요리를 푸딩으로 지칭할 수도 있지만, 일반적으로 이 이름은 영국 요리로서의 기원에서 유래한다.

## 어원
푸딩이라는 단어는 프랑스어 boudin에서 유래했다고 믿어지며, 이는 라틴어 botellus에서 파생되었을 수 있다. botellus는 "작은 소시지"를 의미하며, 중세 유럽 푸딩에 사용된 속을 채운 고기를 지칭한다. 또 다른 제안된 어원은 서게르만어 pud에서 유래했으며, 이는 '부풀다'를 의미한다.
옥스포드 영어사전에 따르면 푸딩이라는 단어는 13세기로 거슬러 올라간다. 이는 양, 돼지, 기타 동물의 내장이나 위장에 고기, 내장, 두태기름, 오트밀 및 양념을 채워 넣은 것을 의미한다. 1500년대에 이 단어는 특히 전투에서 칼에 꿰뚫린 경우 드러난 다른 사람의 위장 내용물이나 내장을 지칭하는 데 사용되었다. 옥스포드 영어사전은 푸딩을 또한 '우유, 계란, 밀가루 (또는 두태기름, 쌀, 세몰리나 등과 같은 다른 전분 재료)와 같은 다양한 달콤한 (때로는 짭짤한) 재료를 혼합하여 만든 삶거나 찌거나 구운 요리로, 일반적으로 그러한 혼합물로 만든 껍질 안에 싸여 있다'고 설명한다.

## 세이보리 푸딩과 달콤한 푸딩

### 세이보리 푸딩

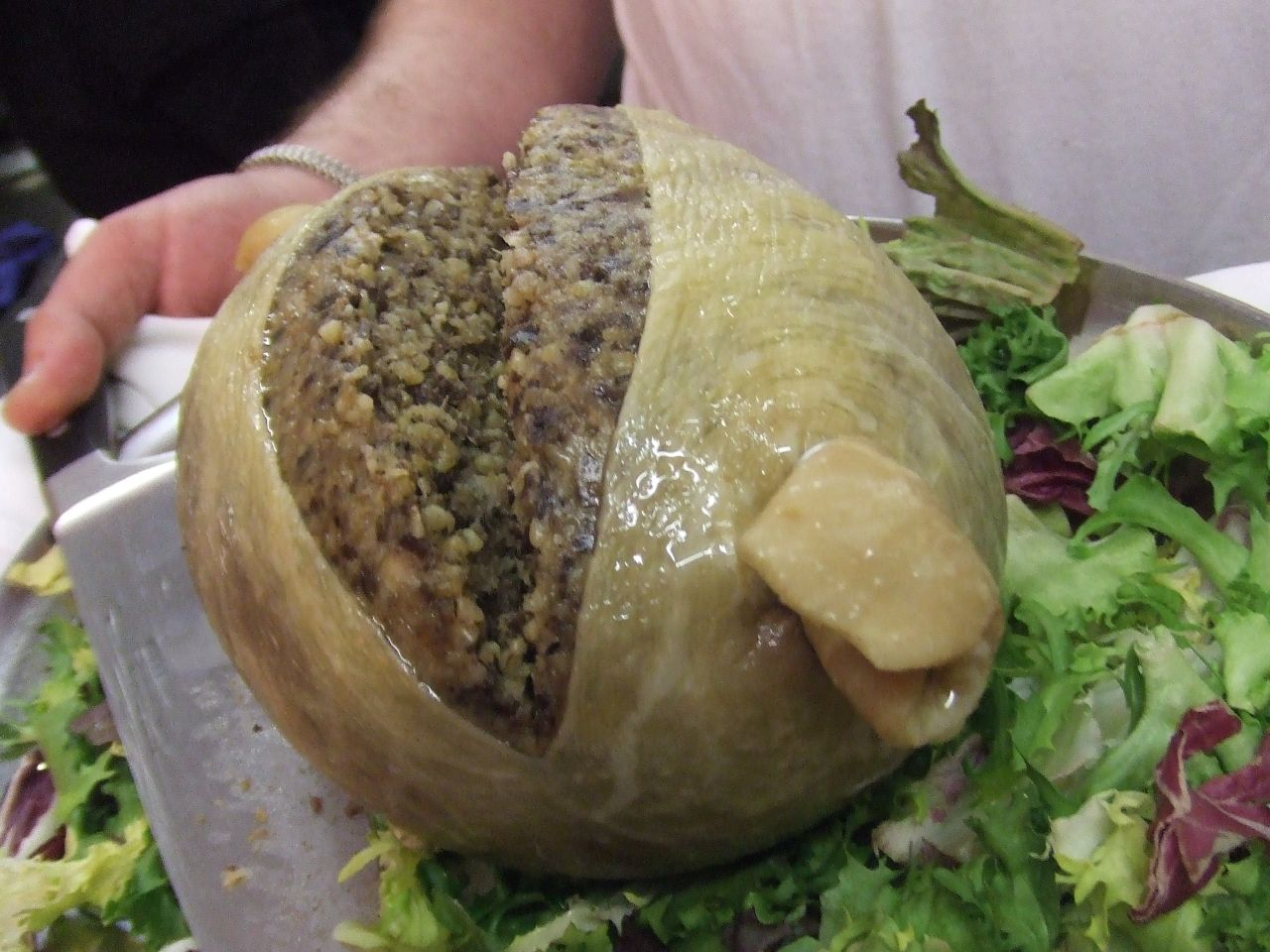
세이보리 푸딩 중 하나인 해기스

푸딩이라는 단어가 후식을 의미하는 현대적 용법은, 이 용어가 원래 주로 세이보리 요리를 가리키는 데 사용되었던 것에서 진화했다. 특히 소시지와 유사한 방식으로 만들어진 요리, 즉 고기와 다른 재료를 주로 액체 형태로 용기에 넣어 찌거나 삶아 내용물을 굳히는 방식을 의미하는 데서 비롯되었다. 오늘날까지 남아 있는 가장 유명한 예시는 블랙 푸딩과 해기스이다. 다른 세이보리 요리로는 두태기름 푸딩과 스테이크 앤 키드니 푸딩이 있다. 삶거나 찐 푸딩은 18세기와 19세기 영국 왕립 해군 선박에서 흔한 주요리였다. 푸딩은 매일 배급되는 곡분과 두태기름을 사용하는 주요 요리로 활용되었다.

### 후식 푸딩

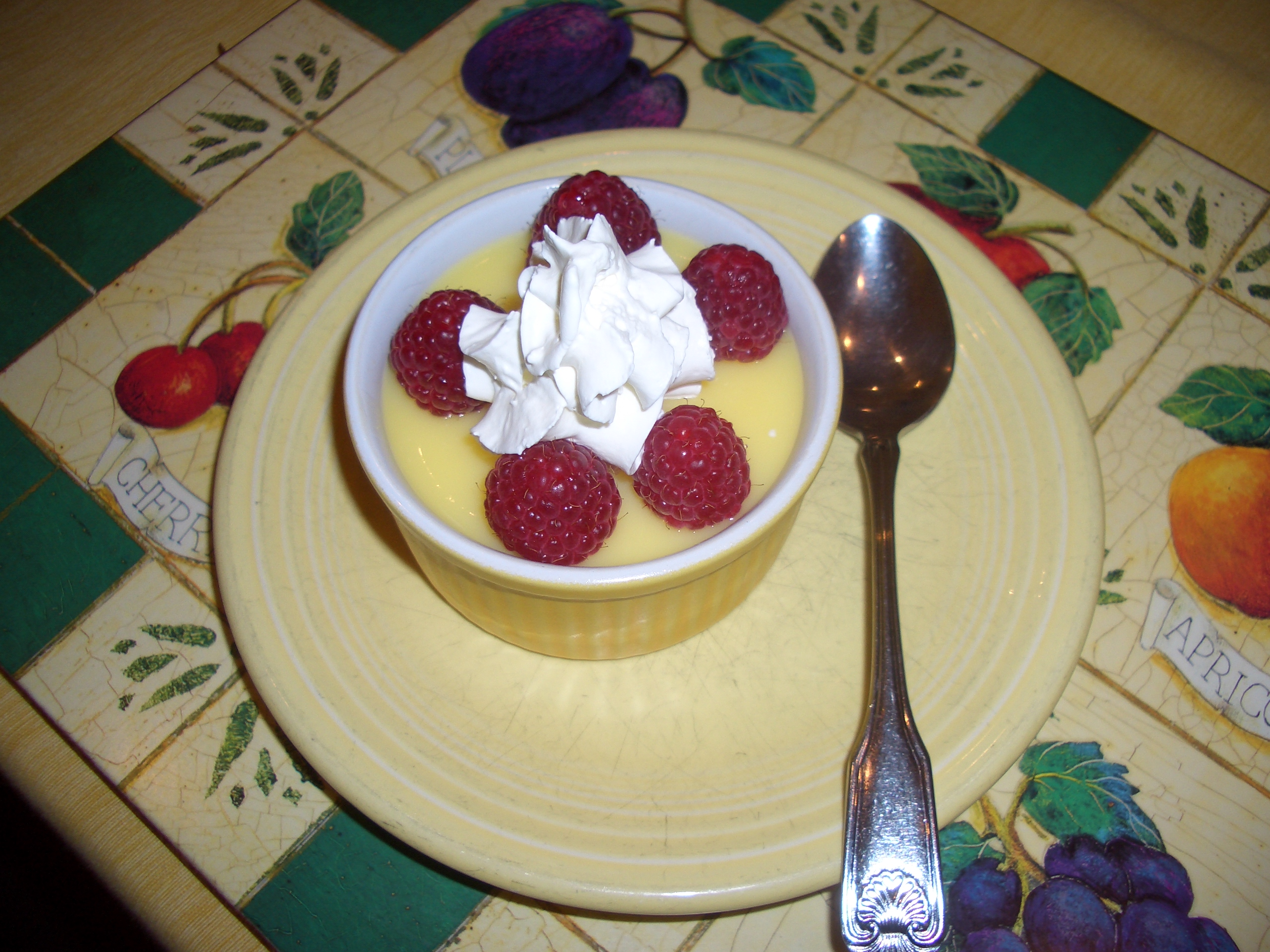
후식류 푸딩은 신선한 과일과 휘저은 크림과 같은 토핑과 함께 제공될 수 있다.

영연방 후식 푸딩은 라이스 푸딩과 같이 진하고 상당히 균질한 녹말 또는 낙농 기반의 후식 또는 크리스마스 푸딩과 같이 말린 과일과 같은 재료의 첨가 여부에 관계없이 트리클 스펀지 푸딩과 같은 찐 케이크 혼합물이다.
미국과 캐나다 일부 지역에서 푸딩은 일반적으로 달콤한 우유 기반의 후식을 의미하며, 이는 계란 기반의 커스터드, 인스턴트 커스터드, 무식와 유사한 농도를 가지며, 종종 옥수수 녹말, 타피오카, 젤라틴 또는 Jell-O 브랜드 제품 라인과 같은 유사한 응고제를 사용하여 상업적으로 굳힌다. 캐나다 일부 지역을 제외한 영연방 국가에서는 이러한 음식들을 계란으로 걸쭉하게 만든 경우 커스터드 (또는 커드)로, 녹말로 걸쭉하게 만든 경우 블랑망제로, 젤라틴 기반인 경우 젤리로 알려져 있다. 북미에서는 푸딩이 브레드 푸딩이나 라이스 푸딩과 같은 다른 요리를 지칭할 수도 있지만, 일반적으로 이 이름들은 영국 요리로서의 기원에서 유래한다.

## 역사
푸딩에 대한 최초의 기록 중 하나는 호메로스의 오디세이아에서 돼지 위장에서 구운 블러드 푸딩이 묘사된 부분에서 찾을 수 있다. 푸딩의 원래 의미인 소시지는 블랙 푸딩에 남아 있는데, 이는 영국과 아일랜드에서 유래한 선지 소시지로, 돼지고기나 소혈액과 돼지 지방 또는 두태기름, 곡류로 만들어진다.
또 다른 초기 푸딩 조리법에 대한 기록은 10세기 이븐 사이야르 알-와라크의 아랍 요리책인 키탑 알-타비흐 (아랍어: كتاب الطبيخ, 요리의 서)에 나오는 아시다에 대한 언급이다. 이는 정제 버터(삼은)로 요리한 걸쭉한 대추 푸딩으로 묘사되었다. 13세기로 거슬러 올라가는 익명의 알안달루스-이슬람 요리책에도 아시다 조리법이 언급되어 있다. 13세기와 14세기에는 모로코 지중해 연안의 리프 산악 지역에서 밀가루 대신 가볍게 구운 보리로 만든 밀가루를 사용했다. 아르간 씨앗 오일을 추가한 아시다 조리법은 아랍 세계에서 하산 알-와잔으로 알려진 아랍 탐험가 레오 아프리카누스 (c. 1465–1550)가 기록했다. 프랑스 학자 막심 로딘슨에 따르면, 아시다는 이슬람 이전 시대, 그리고 아마도 그 이후에도 베두인족 사이에서 전형적인 음식이었다.
영국과 일부 영연방 국가에서는 푸딩이라는 단어가 달콤한 요리와 짭짤한 요리 모두를 묘사하는 데 사용될 수 있다. 그러나 달리 명시되지 않는 한, 일상적인 용어로는 일반적으로 후식을 의미하며, 영국에서는 푸딩이 후식 코스의 동의어로 사용된다.
음식 역사가 애니 그레이에 따르면, 푸딩은 '17세기부터 진정한 전성기를 맞았다'. '두태기름을 넣어 삶은 푸딩이 영국의 국민 음식 중 하나로 자리 잡은 것은 푸딩 천이 사용되면서 가능해졌다'고 주장되며, 비록 천에 삶은 푸딩이 중세 시대에도 언급되었을 수 있지만 가장 초기 언급 중 하나는 1617년 캠브리지 푸딩 조리법으로, 푸딩 천이 명시되어 있다. '푸딩을 깨끗한 천에 싸서 던져 넣고, 충분히 삶아지면 가운데를 잘라 서빙하라'고 기록되어 있다.
음식 역사가 C. 앤 윌슨에 따르면, 푸딩 천은 푸딩을 혁신했다고 한다. '푸딩 천 또는 푸딩 봉투의 발명은 마침내 푸딩과 동물의 내장 사이의 연결을 끊었다. 이제 푸딩은 언제든지 만들 수 있게 되었고, 거의 모든 계층의 일상 식사의 정기적인 부분이 되었다. 푸딩 조리법이 폭발적으로 늘어났다.'

## 종류

### 구운 푸딩, 찐 푸딩, 삶은 푸딩
원래의 푸딩은 다양한 재료와 곡물 제품 또는 버터, 곡분, 곡류, 식용란 또는 두태기름과 같은 다른 결합제를 혼합하여 고체 덩어리를 형성했다. 이러한 푸딩은 굽거나, 찌거나, 삶는다. 재료에 따라 이러한 푸딩은 주요리의 일부로 또는 후식으로 제공된다.
두태기름 페이스트리로 속이 완전히 덮인 찐 파이 또한 푸딩으로 알려져 있다. 이들은 달콤하거나 짭짤할 수 있으며 스테이크 앤 키드니 푸딩과 같은 요리를 포함한다.

#### 세이보리
- 반죽물 푸딩
  - 요크셔 푸딩
  - 팝오버
- 블랙 푸딩
- 부댕
- 치즈 푸딩
- 키레타
- 옥수수 푸딩
- 도크 푸딩
- 고에타
- 그로티 푸딩
- 해기스
- 키슈케
- 쿠겔
- 리버머시
- 모잉모잉
- 피스 푸딩
- 펜실베이니아 독일인 오소리감투
- 폴렌타 (머멀리거, 콘밀 머시)
- 레드 푸딩
- 스크래플
- 스푼브레드
- 스테이크 앤 키드니 푸딩
- 토드 인 더 홀
- 화이트 푸딩
- 요크셔 푸딩

#### 후식

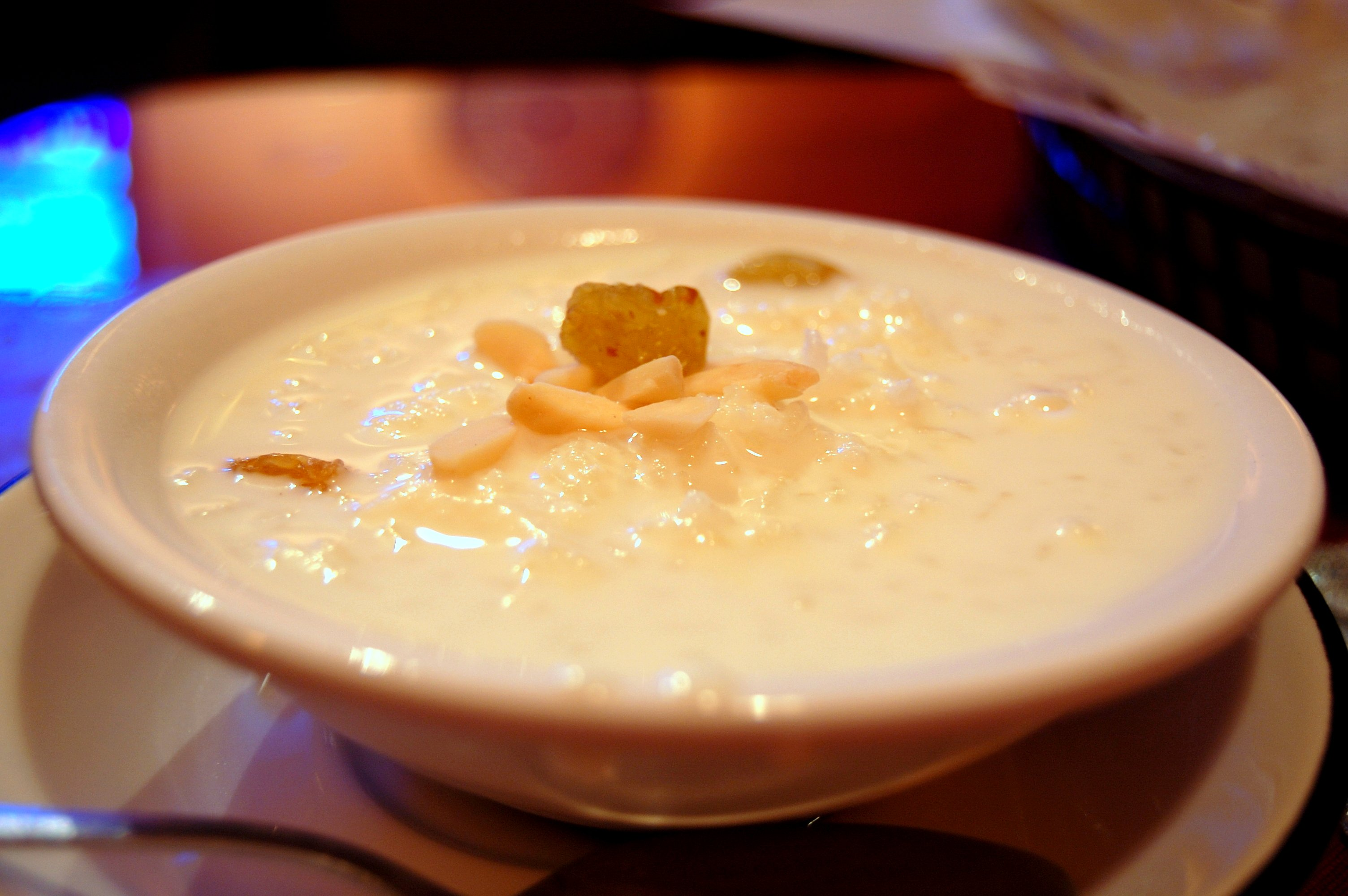
인도의 키르 (음식), 여기서는 쌀로 만들었다.

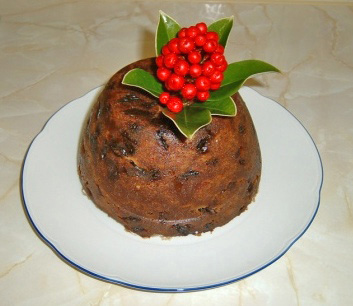
크리스마스 푸딩

- 브레드 푸딩
- 브레드 앤드 버터 푸딩
- 버터스카치 푸딩, 향미 블랑망제
- 캐비닛 푸딩
- 캠브리지 푸딩
- 째
- 크렘 카라멜
- 치킨 푸딩
- 초콜릿 푸딩
- 크리스마스 푸딩 (플럼 푸딩)
- 클루티 덤플링
- 코티지 푸딩
- 인디언 푸딩
- 피기 더프 (푸딩)
- 피기 푸딩
- 과일 푸딩
- 헤이스티 푸딩
- 잼 롤리-폴리
- 켄티시 체리 반죽 푸딩
- 레몬 딜리셔스 푸딩
- 감 푸딩
- 라이스 푸딩
- 사고 푸딩
- 세몰리나 푸딩
- 스포티드 딕
- 스티키 토피 푸딩
- 서머 푸딩
- 서섹스 폰드 푸딩
- 고구마 푸딩
- 타피오카 푸딩
- 템블레케
- 트리클 스펀지 푸딩
- 바닐라 푸딩, 향미 블랑망제

### 크림 푸딩

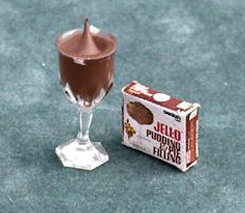
인스턴트 후식 푸딩

두 번째이자 새로운 종류의 푸딩은 설탕, 젖, 옥수수 녹말, 젤라틴, 식용란, 쌀 또는 타피오카와 같은 농후제를 사용하여 달콤하고 크림 같은 후식을 만든다. 이러한 푸딩은 냄비나 중탕기에서 끓이거나 오븐에서 굽는 방식으로 만들며, 종종 중탕으로 굽는다. 이러한 푸딩은 불에 쉽게 눌어붙기 때문에 종종 중탕기가 사용되며, 전자레인지도 이제 이 문제를 피하고 젓는 것을 줄이기 위해 자주 사용된다.
크림 푸딩은 일반적으로 차갑게 제공되지만, 자바이오네나 라이스 푸딩처럼 일부는 따뜻하게 제공될 수도 있다. 인스턴트 푸딩은 끓일 필요가 없어 더 빨리 준비할 수 있다.
이 푸딩 용어는 북미와 네덜란드와 같은 일부 유럽 국가에서 흔하며, 영국에서는 계란으로 걸쭉하게 만든 푸딩을 커스터드라고 부르고 녹말로 걸쭉하게 만든 푸딩을 블랑망제라고 부른다.
테이블 크림은 블랑망제와 유사한 후식이다. 이 후식은 20세기 초 영국 제조업체 시밍턴스(Symington's Ltd)에서 대중화되었다. 현재도 시밍턴스 브랜드 이름으로 생산되고 있지만, 원래 회사에서 만들지는 않는다.

#### 세이보리
- 라이스 푸딩

#### 후식
- 애비빌 집시
- 엔젤 딜라이트
- 바나나 푸딩
- 바바루아
- 블랑망제
- 부디노
- 중국식 플란
- 크렘 카탈라나
- 크렘 앙글레즈
- 크렘 브륄레
- 크렘 카라멜
- 커스터드
- 플란
- 과일 풀
- 하우피아
- 정킷
- 젤로
- 무할레비
- 망고 푸딩
- 무스 (음식)
- 오기 (음식)
- 판나 코타
- 피스타치오 푸딩
- 포트 드 크렘
- 케시요
- 키르 (음식) 포함 라이스 푸딩
- 세몰리나 푸딩
- 실라버브
- 토시노 데 시엘로
- 트라이플
- 블라
- 자바이오네

## 문화에서의 언급
- "푸딩의 맛은 먹어봐야 안다"는 속담은 적어도 14세기부터 전해 내려온다. 이 구절은 스페인 작가 미겔 데 세르반테스의 소설 《기발한 이달고 돈키호테》를 통해 널리 알려진다. 이 구절은 종종 "증명은 푸딩에 있다"로 잘못 인용된다.[14]
- 마크 트웨인이 1894년에 쓴 《Pudd'nhead Wilson》은 이 용어가 어리석은 사람을 비유하는 데 사용되는 것을 반영한다.[15]
- 《The Magic Pudding》은 1918년 작가 노먼 린지가 쓰고 삽화를 그린 호주의 고전 아동 소설이다. 이 소설은 성질이 고약하고 의인화된 앨버트라는 푸딩에 대한 이야기인데, 아무리 먹어도 다시 원래대로 돌아와서 또 먹을 수 있게 된다. 앨버트는 세 명의 동반자가 소유하고 있으며, 앨버트를 차지하려는 푸딩 도둑들로부터 그를 지켜야 한다.[16]
- 핑크 플로이드의 《Another Brick in the Wall》 2부 (1979)는 스코틀랜드 억양의 학교 교사인 배우 알렉스 맥어보이 (1928–2005)가 "If you don't eat your meat, you can't have any pudding! How can you have any pudding if you don't eat your meat?!"라고 반복해서 외치는 소리로 끝난다.[17][18]
- 1990년대 중반부터 온라인에 개설되어 저품질의 이미지 하나로만 구성되어 있던 후식 전용 웹사이트가 유머러스하고 오래 지속되는 특성으로 브라질에서 유명해졌다. 2015년에는 이슬람 국가에게 해킹당했다.[19][20]

## 같이 보기
- 구운 식품 목록
- 후식 목록
- 짭짤한 푸딩 목록
- 달콤한 푸딩 목록
- 무스 (음식)
- 더 푸딩 클럽